# Insidious
Insidious är en amerikansk skräckfilm från 2010, skriven av Leigh Whannell och regisserad av den australiska filmregissören James Wan. Filmen var tillåten  från 15 år på svenska biografer.

## Handling
Josh och Renai har precis flyttat in i ett stort hus tillsammans med sina tre barn när en av sönerna är med om en olycka på vinden och hamnar i koma. När han några månader senare får komma hem för att vårdas av familjen inträffar en rad oförklarliga och skrämmande händelser. Josh och Renai börjar misstänka att huset är hemsökt, men sanningen överträffar deras vildaste mardrömmar.

## Rollista
| Patrick Wilson  | – Josh Lambert     |
| Rose Byrne      | – Renai Lambert    |
| Ty Simpkins     | – Dalton Lambert   |
| Andrew Astor    | – Foster Lambert   |
| Barbara Hershey | – Lorraine Lambert |
| Lin Shaye       | – Elise Rainier    |
| Leigh Whannell  | – Specs            |
| Angus Sampson   | – Tucker           |